# ZBTB7B
El dedo de zinc y la proteína que contiene el dominio BTB7B es una proteína que en humanos está codificada por el ZBTB7B. ZFP67 es un gen de respuesta de crecimiento temprano que codifica un factor de transcripción que contiene dedos de zinc que se una a las regiones promotoras de los genes de colágeno tipo I (por ejemplo, COL1A1 ; MIM 120150) y tiene un papel en el desarrollo.